# Recebimentos
Os recebimentos, em Economia, é o resultado da soma entre o fluxo de caixa e os pagamentos de uma empresa.
Recebimento no ambito do carácter jurídico e financeiro corresponde ao comprimento voluntário de um terceiro da obrigação de pagamento por contrapartida de bens ou serviços que lhe tenham sido cedidos; num sentido mais restrito equivale ao fluxo de entrada de meios monetários líquidos da organização.
Normalmente, o recebimento está associado ao momento em que o cliente liquida a factura e transfere efectivamente os meios monetários a favor da organização em questão.
Alguns dos meios disponíveis para recebimentos são:
- Transferências Interbancárias;
- Cheque carta;
- Carta cheque;
- Confirming;
- Transferências internacionais;
- SEPA.

O prazo médio de recebimento é o tempo médio que uma empresa leva a cobrar aos seus clientes aquilo que lhes factura. A sua importância emerge na medida em que enquanto uma empresa vende e não recebe, está a providenciar um crédito ao cliente, e esse crédito, na óptica da empresa, insere-se num financiamento.
Assim, quanto mais baixo o prazo médio de recebimento, maior a eficiência da empresa nas suas cobranças, e menor o dinheiro que tem que ter imobilizado no seu fundo de maneio.
O aumento do prazo médio de recebimento pode ser uma estratégia comercial da empresa, visto que a concessão de crédito é uma forma de facilitar a venda. No entanto, pode também constituir uma indicação de problemas na empresa, também conhecido por red flag, se indicar que a empresa está a encontrar dificuldades em vender e apenas o consegue com um financiamento exagerado dos seus clientes. Um aumento do prazo médio de recebimento também expõe a empresa a um maior risco de crédito dos seus clientes.